# Faye Dunaway
Dorothy Faye Dunaway (Bascom, 14 gennaio 1941) è un'attrice statunitense.
Ritenuta una delle migliori attrici della sua generazione, nella sua longeva carriera ha vinto un Oscar, per la sua interpretazione in Quinto potere, tre Golden Globe, un BAFTA ed un Emmy.
Ha ricevuto inoltre la propria stella sulla Hollywood Walk of Fame, al numero 7021 di Hollywood Boulevard.

## Biografia

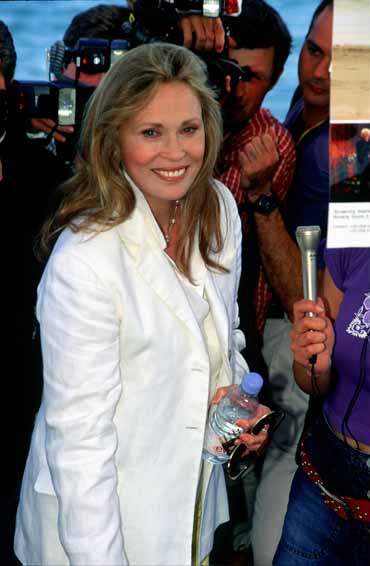
Faye Dunaway al Festival del Cinema di Cannes del 2001

Figlia di Grace April Smith e di John MacDowell Dunaway Jr, un militare dell'esercito degli Stati Uniti, Faye Dunaway nacque in Florida, ma si spostò più volte con la famiglia, seguendo il padre nelle sue assegnazioni. Studiò recitazione all'Università di Boston, poi si trasferì a New York per lavorare al Lincoln Center Repertory Theater, dove fu allieva di Elia Kazan. Fece il suo esordio a Broadway nella produzione di A Man for All Seasons (Un uomo per tutte le stagioni) di Robert Bolt, in cartellone dal 1961 al 1963, come sostituta dell'attrice che interpretava la figlia di Tommaso Moro.
Dopo alcuni lavori a Broadway e una parte nel film E venne la notte di Otto Preminger, nel 1966 venne scritturata da Elliot Silverstein per il film Cominciò per gioco, dove recitò con Anthony Quinn. Successivamente Arthur Penn la volle per il film Gangster Story, ispirato alla storia di Bonnie e Clyde, con Warren Beatty e Gene Hackman. Per la sua interpretazione di Bonnie ottenne una candidatura all'Oscar come migliore attrice protagonista.
La sua bellezza altera e il suo talento la fecero presto divenire una delle attrici più popolari degli anni sessanta e settanta, impegnata al ritmo di due o più film all'anno a fianco di altre star del momento. Dopo aver duettato con Jane Fonda in E venne la notte e con Steve McQueen in Il caso Thomas Crown, nel 1968 Faye Dunaway lasciò temporaneamente Hollywood per l'Italia, dove girò Amanti, diretto da Vittorio De Sica. Sul set iniziò una relazione con il collega Marcello Mastroianni, che si concluse dopo tre anni. Tornata a Hollywood, dopo aver lavorato per Kazan ne Il compromesso, con Kirk Douglas, fu la peccaminosa Louise Pendrake nel capolavoro di Penn Il piccolo grande uomo (1970), con Dustin Hoffman.

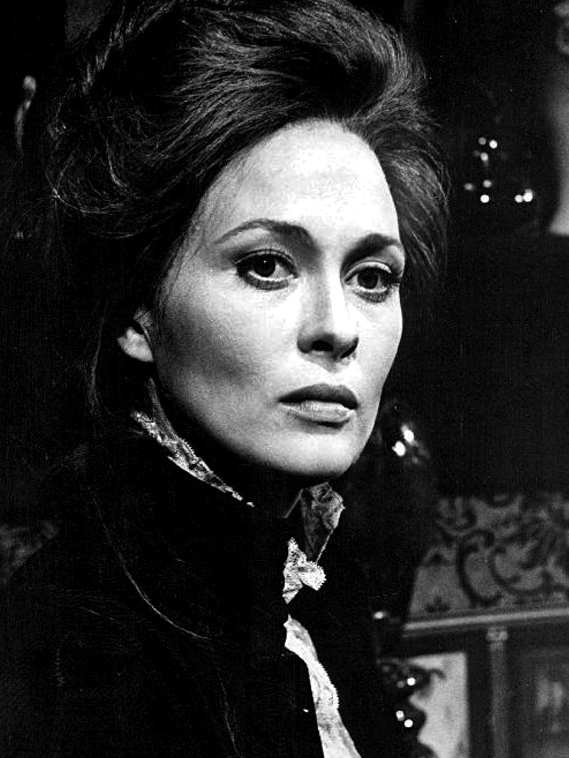
Faye Dunaway nel 1971

Dopo alcuni film di genere diverso e di diseguale valore, tornò al fulgore con Chinatown (1974), per cui ottenne la seconda candidatura all'Oscar, e L'inferno di cristallo (1974), diretta da John Guillermin e attorniata da un cast comprendente nomi del calibro di Paul Newman, Steve McQueen, William Holden, Fred Astaire, Jennifer Jones e Robert Wagner. Dopo il thriller di Sydney Pollack, I tre giorni del Condor (1975), con Robert Redford, fu diretta da Sidney Lumet in Quinto potere, film sugli abusi della cronaca, che le fece vincere il Golden Globe e l'Oscar alla miglior attrice nel 1977. Seguirono La nave dei dannati (1976), Occhi di Laura Mars (1978), Il campione (1979) e Mammina cara (1981), in cui diede un efficace e agghiacciante ritratto di Joan Crawford.
Negli anni ottanta rallentò l'attività cinematografica e si dedicò anche al teatro e alla televisione, apparendo in un episodio della serie Colombo e impersonando la regina Isabella di Castiglia nello sceneggiato Cristoforo Colombo, diretto da Alberto Lattuada. In Italia lavorò anche nei film, La partita (1988) di Carlo Vanzina e In una notte di chiaro di luna (1988) di Lina Wertmüller.
Negli anni novanta tornò alla ribalta grazie a Emir Kusturica, che l'affiancò a Jerry Lewis e Johnny Depp in Il valzer del pesce freccia (1993). Dopo il fiasco di Drunks, fu accanto a Marlon Brando in Don Juan De Marco - Maestro d'amore (1995), poi interpretò il ruolo di un'alcolista in L'ultimo appello. Nel 1999 fece un cameo in Giovanna d'Arco di Luc Besson.
Nel 2002 ebbe un ruolo nel film Le regole dell'attrazione, mentre nel 2006 prese parte a un episodio della serie televisiva CSI - Scena del crimine; lo stesso anno fu co-protagonista nel thriller drammatico Say It in Russian e partecipò al film La rabbia (2008) di Louis Nero. Nel 2007, al fianco di Tiffani Thiessen ed Eric Roberts, interpretò il ruolo del governatore di Los Angeles nella miniserie drammatica Pandemic - Il virus della marea. Recitò anche in un episodio di Grey's Anatomy, nel ruolo di un chirurgo.
Ha una stella sulla Hollywood Walk of Fame. Oltre ai riconoscimenti ottenuti nel corso della sua carriera, Faye Dunaway annovera anche due Razzie Awards come peggiore attrice: uno nel 1981 per la sua interpretazione di Joan Crawford in Mammina cara e uno nel 1993 per Maledetta ambizione.

## Vita privata
Si è sposata due volte: prima dal 1974 al 1979 con Peter Wolf, poi dal 1983 al 1987 con Terry O'Neil, dal quale ha avuto un figlio, Liam (1980).
Ha avuto altre relazioni, tra cui quelle con il comico Lenny Bruce e con il regista Jerry Schatzberg negli anni sessanta, oltre a quella, dal 1968 al 1970, con Marcello Mastroianni, conosciuto sul set del film Amanti.

## Filmografia

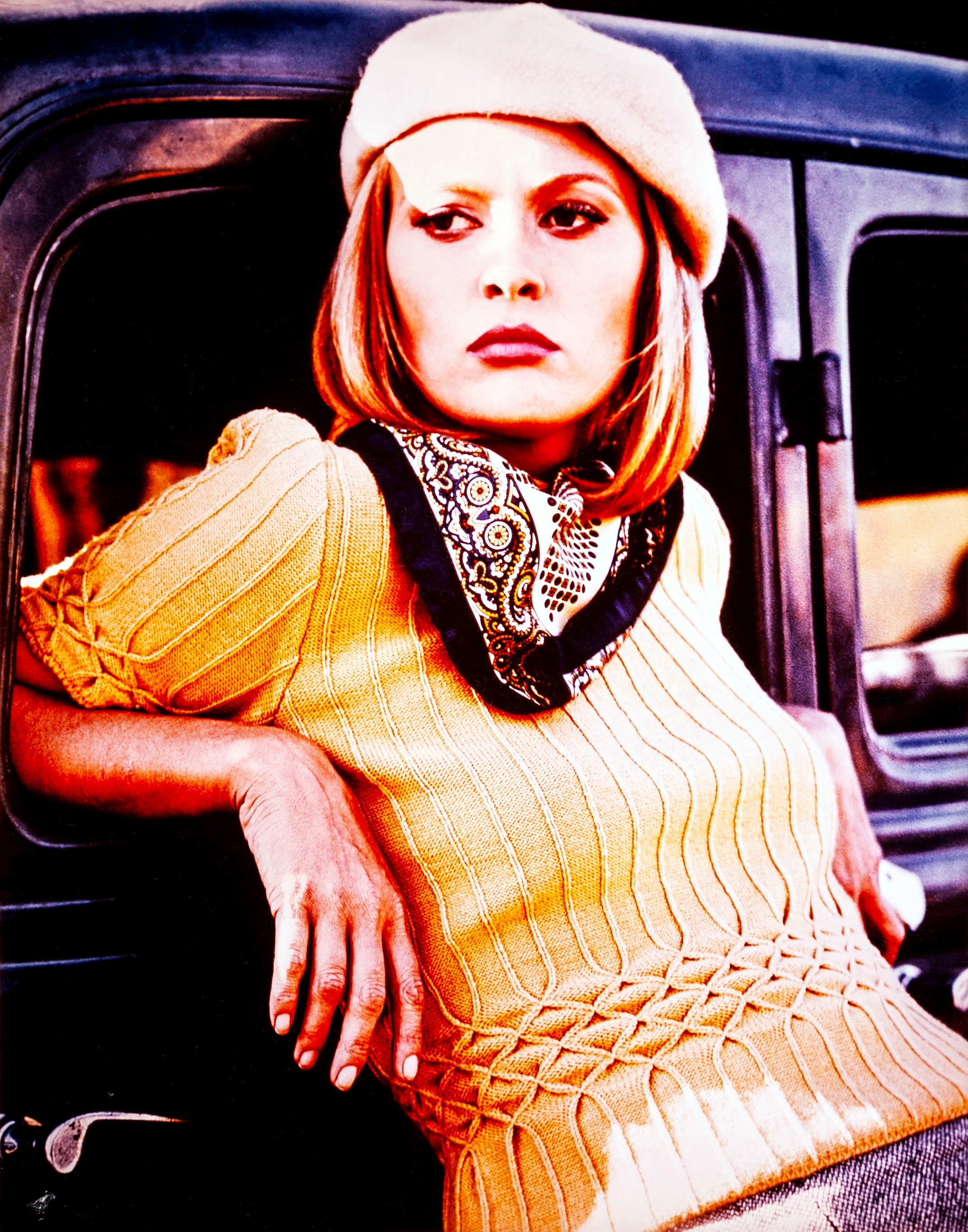
Faye Dunaway nel 1967 in Gangster Story (Bonnie and Clyde) di Arthur Penn

### Cinema
- E venne la notte (Hurry Sundown), regia di Otto Preminger (1967)
- Cominciò per gioco... (The Happening), regia di Elliot Silverstein (1967)
- Gangster Story (Bonnie and Clyde), regia di Arthur Penn (1967)
- Il caso Thomas Crown (The Thomas Crown Affair), regia di Norman Jewison (1968)
- Amanti, regia di Vittorio De Sica (1968)
- Il capitano di lungo... sorso (The Extraordinary Seaman), regia di John Frankenheimer (1969)
- Il compromesso (The Arrangement), regia di Elia Kazan (1969)
- Il piccolo grande uomo (Little Big Man), regia di Arthur Penn (1970)
- Mannequin - Frammenti di una donna (Puzzle of a Downfall Child), regia di Jerry Schatzberg (1970)
- Unico indizio: una sciarpa gialla (La maison sous les arbres), regia di René Clément (1971)
- Doc, regia di Frank Perry (1971)
- I duri di Oklahoma (Oklahoma Crude), regia di Stanley Kramer (1973)
- I tre moschettieri (The Three Musketeers), regia di Richard Lester (1973)
- Chinatown, regia di Roman Polański (1974)
- Milady (The Four Musketeers), regia di Richard Lester (1974)
- L'inferno di cristallo (The Towering Inferno), regia di John Guillermin (1974)
- I tre giorni del Condor (Three Days of the Condor), regia di Sydney Pollack (1975)
- Quinto potere (Network), regia di Sidney Lumet (1976)
- La nave dei dannati (Voyage of the Damned), regia di Stuart Rosenberg (1976)
- Occhi di Laura Mars (Eyes of Laura Mars), regia di Irvin Kershner (1978)
- Il campione (The Champ), regia di Franco Zeffirelli (1979)
- Delitti inutili (The First Deadly Sin), regia di Brian G. Hutton (1980)
- Mammina cara (Mommie Dearest), regia di Frank Perry (1981)
- L'avventuriera perversa (The Wicked Lady), regia di Michael Winner (1983)
- Prova d'innocenza (Ordeal by Innocence), regia di Desmond Davis (1984)
- Supergirl - La ragazza d'acciaio (Supergirl), regia di Jeannot Szwarc (1984)
- Barfly - Moscone da bar (Barfly), regia di Barbet Schroeder (1987)
- La partita, regia di Carlo Vanzina (1988)
- Bruciante segreto (Burning Secret), regia di Andrew Birkin (1988)
- In una notte di chiaro di luna, regia di Lina Wertmüller (1989)
- Aspetta primavera, Bandini (Wait Until Spring, Bandini), regia di Dominique Deruddere (1989)
- Il racconto dell'ancella (The Handmaid's Tale), regia di Volker Schlöndorff (1990)
- Indagine allo specchio (Double Edge), regia di Amos Kollek (1992)
- Il valzer del pesce freccia (Arizona Dream), regia di Emir Kusturica (1993)
- Maledetta ambizione (The Temp), regia di Tom Holland (1993)
- Don Juan De Marco - Maestro d'amore (Don Juan DeMarco), regia di Jeremy Leven (1995)
- Dunston - Licenza di ridere (Dunston Checks In), regia di Ken Kwapis (1996)
- Insoliti criminali (Albino Alligator), regia di Kevin Spacey (1996)
- L'orgoglio di un figlio (The Twilights of the Golds), regia di Ross Kagan Marks (1996)
- L'ultimo appello (The Chamber), regia di James Foley (1996)
- Jack lo squartatore (Love Lies Bleeding), regia di William Tannen (1999)
- Gioco a due (The Thomas Crown Affair), regia di John McTiernan (1999)
- Giovanna d'Arco (Joan of Arc), regia di Luc Besson (1999)
- The Yards, regia di James Gray (2000)
- Changing Hearts, regia di Martin Guigui (2002)
- Le regole dell'attrazione (The Rules of Attraction), regia di Roger Avary (2002)
- The Calling, regia di Damian Chapa (2002)
- Blind Horizon - Attacco al potere (Blind Horizon), regia di Michael Haussman (2004)
- Last Goodbye, regia di Jacob Gentry (2004)
- El padrino, regia di Damian Chapa (2004)
- Jennifer's Shadow, regia di Daniel de la Vega e Pablo Parés (2004)
- Ghosts Never Sleep, regia di Steve Freedman (2005)
- Love Hollywood Style, regia di Michael Stein (2006)
- Rain, regia di Craig DiBona (2006)
- Cut Off, regia di Gino Cabanas (2006)
- Cougar Club, regia di Christopher Duddy (2007)
- Say it in Russian, regia di Jeff Celentano (2007)
- Blade Gen - The Gene Generation, regia di Pearry Reginald Teo (2007)
- La rabbia, regia di Louis Nero (2008)
- Flick, regia di David Howard (2008)
- The Magic Stone, regia di Jowita Gondek (2009)
- The Seduction of Dr. Fugazzi, regia di October Kingsley (2009)
- Balladyna, regia di Dariusz Zawiślak (2009)
- 21 and a Wake-Up, regia di Chris McIntyre (2009)
- The Bye Bye Man, regia di Stacy Title (2016)
- The Case for Christ, regia di Jon Gunn (2017)
- Inconceivable, regia di Jonathan Baker (2017)
- L'uomo che disegnò Dio, regia di Franco Nero (2022)

### Televisione
- Seaway: acque difficili (Seaway) – serie TV, episodio 1x06 (1965)
- Le cause dell'avvocato O'Brien (The Trials of O'Brien) – serie TV, episodio 1x16 (1966)
- La donna che amo (The Woman I Love), regia di Paul Wendkos – film TV (1972)
- La scomparsa di Aimée (The Disappearance of Aimée), regia di Anthony Harvey – film TV (1976)
- Evita Peron, regia di Marvin J. Chomsky – miniserie TV (1981)
- Ellis Island - La porta dell'America (Ellis Island), regia di Jerry London – miniserie TV (1984)
- Cristoforo Colombo (Christopher Columbus), regia di Alberto Lattuada – miniserie TV (1985)
- Agatha Christie: 13 a tavola (Thirteen at Dinner), regia di Lou Antonio – film TV (1985)
- La signora di Beverly Hills (Beverly Hills Madam), regia di Harvey Hart – film TV (1986)
- Il veneziano - Vita e amori di Giacomo Casanova (Casanova), regia di Simon Langton e Harvey Hart – miniserie TV (1987)
- La straniera (Cold Sassy Tree), regia di Joan Tewkesbury – film TV (1989)
- Silhouette, regia di Carl Schenkel – film TV (1990)
- Colombo (Columbo) – serie TV, episodio 10x07 (1993)
- Dietro il silenzio di mio figlio (A Family Divided), regia di Donald Wrye – film TV (1995)
- Una madre coraggiosa (The People Next Door), regia di Tim Hunter – film TV (1996)
- Gia - Una donna oltre ogni limite (Già), regia di Michael Cristofer – film TV (1998)
- Lo specchio del destino (A Will of Their Own), regia di Karen Arthur – miniserie TV (1998)
- Tutte le donne del presidente (Running Mates), regia di Ron Lagomarsino – film TV (2000)
- Il tocco di un angelo (Touched by an Angel) – serie TV, episodi 7x24-7x25 (2001)
- Alias – serie TV, episodi 2x10-2x11-2x12 (2002-2003)
- Il ritorno dei dinosauri (Anonymous Rex), regia di Julian Jarrold – film TV (2004)
- CSI - Scena del crimine (CSI: Crime Scene Investigation) – serie TV, episodio 6x13 (2006)
- Pandemic - Il virus della marea (Pandemic), regia di Armand Mastroianni – film TV (2007)
- Grey's Anatomy – serie TV, episodio 5x16 (2009)
- Nora Roberts - La palude della morte (Midnight Bayou), regia di Ralph Hemecker – film TV (2009)
- Vite parallele (A Family Thanksgiving), regia di Neill Fearnley – film TV (2010)

### Cortometraggi
- Mid-Century, regia di Scott Billups (2002)
- Earth Ring, regia di Scott Billups (2010)

## Teatro
- Un uomo per tutte le stagioni di Robert Bolt, regia di Noel Willman, August Wilson Theatre di Broadway (1961)
- Dopo la caduta di Arthur Miller, regia di Elia Kazan, Lincoln Center di Broadway (1964)
- But For Whom Charlie di S. N. Behrman, regia di Elia Kazan, Lincoln Center di Broadway (1964)
- I lunatici di Thomas Middleton, regia di Elia Kazan, Lincoln Center di Broadway (1964)
- Il Tartuffo di Molière, regia di William Ball, Lincoln Center di Broadway (1965)
- Hogan's Goat, regia di William Alfred, American Place Theatre dell'Off Broadway (1965)
- Candida di George Bernard Shaw, regia di Harris Yulin, Playhouse in the Park di New York (1971)
- Vecchi tempi di Harold Pinter, Mark Taper Forum di Los Angeles (1972)
- Un tram che si chiama Desiderio di Tennessee Williams, regia di James Bridges, Ahmanson Theatre di Los Angeles (1973)
- The Curse of an Aching Heart di William Alfred, regia di Gerald Gutierrez, Little Theatre di Broadway (1982)
- Circe and Bravo di Donald Freed, regia di Harold Pinter, Hampstead Theatre e Wyndham's Theatre di Londra (1986)
- Master Class di Terrence McNally, regia di Leonard Foglia – tour statunitense (1996)
- Tea at Five di Matthew Lombardo, regia di John Tillinger, Huntington Theatre Company di Boston (2019)

## Riconoscimenti
- Premio Oscar
  - 1968 – Candidatura alla migliore attrice per Gangster Story
  - 1975 – Candidatura alla migliore attrice per Chinatown
  - 1977 – Migliore attrice per Quinto potere

- BAFTA
  - 1968 – Migliore attore o attrice debuttante Gangster Story e E venne la notte
  - 1975 – Candidatura alla migliore attrice protagonista per Chinatown
  - 1978 – Candidatura alla migliore attrice protagonista per Quinto potere

- David di Donatello
  - 1968 – Migliore attrice straniera per Gangster Story
  - 1977 – Migliore attrice straniera per Quinto potere

- New York Film Critics Circle Awards
  - 1977 – Candidatura alla migliore attrice protagonista per Quinto potere
  - 1981 – Candidatura alla migliore attrice protagonista per Mammina cara

## Doppiatrici italiane
Nelle versioni in italiano dei suoi film, Faye Dunaway è stata doppiata da:
- Maria Pia Di Meo in Amanti, Il compromesso, Il piccolo grande uomo, Occhi di Laura Mars (ridoppiaggio), Delitti inutili, La partita, Bruciante segreto, La straniera, Insoliti criminali, Gioco a due, Giovanna d'Arco, The Yards, CSI - Scena del crimine, Alias, Grey's Anatomy, Pandemic - Il virus della marea, Nora Roberts - La palude della morte, The Bye Bye Man
- Ada Maria Serra Zanetti in Mannequin - Frammenti di una donna, Unico indizio: una sciarpa gialla, Quinto potere, Occhi di Laura Mars, Il racconto dell'ancella, Don Juan DeMarco - Maestro d'amore, Dunston - Licenza di ridere
- Vittoria Febbi in E venne la notte, Chinatown, L'inferno di cristallo, I tre giorni del Condor
- Valeria Valeri in Doc, Milady, Prova d'innocenza, In una notte di chiaro di luna
- Ludovica Modugno in Evita Peron, Maledetta ambizione, Gia - Una donna oltre ogni limite, Inconceivable
- Melina Martello in L'avventuriera perversa, Barfly - Moscone da bar, Il veneziano - Vita e amori di Giacomo Casanova, Dietro il silenzio di mio figlio
- Rita Savagnone in Il campione, Mammina cara, Le regole dell'attrazione
- Angiola Baggi in Le ragioni del cuore, L'uomo che disegnò Dio
- Paila Pavese in L'ultimo appello, Blind Horizon - Attacco al potere
- Daniela Nobili in  Silhouette, L'orgoglio di un figlio
- Lorenza Biella in Gangster Story
- Edmonda Aldini in Il caso Thomas Crown
- Sonia Scotti in Colombo
- Flaminia Jandolo in Il capitano di lungo... sorso
- Germana Dominici in I tre moschettieri
- Marzia Ubaldi in La nave dei dannati
- Laura Colombo in Supergirl - La ragazza d'acciaio
- Manuela Andrei in Ellis Island - La porta dell'America
- Benita Martini in Cristoforo Colombo
- Silvia Pepitoni in Agatha Christie: 13 a tavola
- Fabrizia Castagnoli in La signora di Beverly Hills
- Elettra Bisetti in Il valzer del pesce freccia
- Renata Biserni in Il tocco di un angelo
- Graziella Polesinanti in Jennifer's Shadow
- Emanuela Rossi in L'inferno di cristallo (ridoppiaggio)